# Джонні Дореллі
Джонні Дореллі (італ. Johnny Dorelli; нар. 20 лютого 1937, Меда, Італія) — італійський співак, актор, шоумен і музикант.

## Біографія
Справжнє ім'я Джонні Дореллі — Джорджо Гвіді. Дебютував як співак наприкінці 1950-х років, працюючи з лейблом «CGD». У 1958 році Джонні виграв приз Фестивалю в Сан-Ремо, виконавши дуетом з Доменіко Модуньйо пісні «Nel blu dipinto di blu» (також відому під назвою «Volare») і «Piove» («Ciao ciao bambina»). З піснею «L'immensità» Дореллі посів 9-е місце на Фестивалі в Сан-Ремо 1967 року.
Найбільший успіх до Дореллі прийшов з виходом його мюзиклу «Aggiungi un posto a tavola», який також був показаний в лондонському театрі «Adelphi Theatre» у 1978 році.
У фільмографію Дореллі увійшли такі картини, як драматична комедія «Хліб і шоколад» Франко Брузаті, військова драма «Аньезе йде на смерть» і комедія «Лише б не дізналися всі навколо!». Крім іншого, актор також знявся в комедіях «Кохані мої» і «Коктейль нічної любові». У 1983 році він зіграв дона Філіпа Нері в телевізійній драмі Луїджі Маньї «State buoni se potete», а останньою роботою з його участю стала роль Людовіко Занічеллі в комедії Пупі Аваті «Ma quando arrivano le ragazze» 2004 року.
Його шлюби з акторками Лауреттою Масьєро і Катрін Спаак закінчилися розлученнями. В даний час Джонні Дореллі одружений з екс-акторкою Глорією Гвідою.

## Фільмографія
- 1973 —  Хліб і шоколад / (Pane e cioccolata) — італійський підприємець
- 1976 — Лише б не дізналися всі навколо! /
- 1978 — Живи веселіше, розважайся з нами /
- 1979 — Кохані мої /
- 1980 — Не хочу тебе більше знати, коханий /